# Mesnil-Raoul

Mesnil-Raoul este o comună în departamentul Seine-Maritime, Franța. În 1 ianuarie 2022 avea o populație de 1.210 de locuitori.